# Dermo (Bangil)
Dermo is een bestuurslaag in het regentschap Pasuruan van de provincie Oost-Java, Indonesië. Dermo telt 5320 inwoners (volkstelling 2010).